# 松元照仁
松元 照仁（まつもと てるひと）は、日本の総務官僚。東京大学大学院総合文化研究科教授や、北九州市副市長、個人情報保護委員会事務局長などを歴任した。

## 人物・経歴
鹿児島県生まれ。1989年3月に一橋大学法学部を卒業。同年4月、自治省に入省。入省後、1994年に札幌市企画部調整課長、1998年に茨城県衛生部医務課長、1999年に茨城県総務部財政課長を歴任。
2004年4月には、総務省自治行政局自治政策課理事官より宮城県企画部次長に就任。同年10月からは、宮城球場フランチャイズ支援局長とプロ野球新球団支援局長を兼務し、東北楽天ゴールデンイーグルスの本拠地となる宮城球場（のちの楽天モバイルパーク宮城）の命名権売却（ネーミングライツ）に関する懇話会に島田亨球団社長らと出席した。
2006年には宮城県総務部長、2007年には日本消防協会国際部長兼審議役を務めた。2009年には総務省消防庁国民保護室長、2010年には同庁救急企画室長に就任。
同年には東京大学大学院総合文化研究科教授、2011年には総務省自治大学校部長教授、2012年には政策研究大学院大学客員教授、同年には沖縄振興開発金融公庫総務部長も務めた。2013年、内閣官房内閣参事官（内閣官房副長官補付）、内閣官房社会保障改革担当室参事官。
2014年1月、特定個人情報保護委員会事務局総務課長に就任。2016年には個人情報保護委員会事務局総務課長となり、同年、北九州市副市長に起用された。
2019年には地方公共団体情報システム機構個人番号センター長、2020年には地方公務員共済組合連合会理事、2021年には地方公共団体情報システム機構理事を務めた。
2022年、個人情報保護委員会事務局長に就任し、2024年にはLINEヤフーの個人情報流出問題に関する行政指導で、同社の出澤剛社長に勧告書を手渡した。
2024年に個人情報保護委員会事務局長を退任し、官僚を退官。同年11月1日には三菱UFJトラスト投資工学研究所業務顧問に就任。2025年には弁護士法人外立総合法律事務所顧問に就任。

## 著作
- 「特定個人情報保護評価の意義と概要」『ジュリスト』2015年4月号(No.1478) [14]